# Nowhere (film)
Nowhere è un film del 2002 diretto da Luis Sepúlveda.
È il primo film diretto dallo scrittore Luis Sepúlveda e unico di finzione (il successivo fu un documentario).

## Riconoscimenti
- Bogotà Film Festival
  - Candidatura
- Malaga Film Festival
  - Candidatura